# Bursaphelenchus xylohilus
Bursaphelenchus xylohilus là một loài Secernentea trong họ Aphelenchoididae. Loài này được Steiner & Buhrer miêu tả khoa học đầu tiên năm 1934.
Đây là loài gây hại của các cây trong chi Pinus, phát triển phổ biến ở Trung Quốc.